# Сад бажань
«Сад бажань» (рос. «Сад желаний») — радянський кінофільм 1987 року, знятий режисером Алі Хамраєвим.

## Сюжет
Ліричний фільм про останнє літо перед Німецько-радянською війною. Три сестри приїжджають погостювати до бабусі в село. В їх образах великий світ і чарівний «Сад бажань», всі домочадці чекають дня народження Асі. Асю ж не залишає тривога швидкого наближення лиха. Приїжджають гості, але серед них немає її батьків і вона поки що не знає, що її батько був оголошений ворогом народу, завтра вона не побачить свою матір, а війна близько… Деякі епізоди фільму знімали в садибі Строганових Волишово.

## У ролях
- Маріанна Веліжева —  Ася
- Ірина Шустаєва —  Валерія, старша сестра
- Ольга Зархіна —  Томка, молодша сестра
- Галина Макарова — бабуся
- Михайло Брилкін —  дід
- Ігор Донской —  Інокентій
- Олександр Феклістов —  Павло
- Юрій Павлов —  Лихо
- Хікмат Гуляєв —  товариш Павла
- Маріанна Височина —  Валька-поштарка
- Сергій Карленко —  Сергій
- Лев Пригунов —  Кирило, батько Лери і Томи
- Петро Колбасін —  Іван, дядько Асі
- Петро Голумбевський —  Микола
- Світлана Тормахова —  мати Асі
- Кіра Муратова —  чаклунка

## Творча група
- Режисер: Алі Хамраєв
- Автор сценарію: Сергій Лазуткін
- Оператор: Володимир Клімов
- Художники-постановники: Парвіз Теймуров, Віктор Зенков
- Використовувана музика: Йоганн Себастьян Бах
- Звукорежисер: Лілія Тереховський
- Комбіновані зйомки:
  - оператор: Олександр Ренке
  - художник: Зоя Морякова
- Директор: Людмила Габелая